# Los placeres prohibidos
Los placeres prohibidos és un llibre de poemes escrit per Luis Cernuda publicat el 1931.
En aquesta obra s'aprecia una aproximació de Cernuda a l'estètica del surrealisme (que ja havia tantejat en Un río, un amor), una trajectòria paral·lela a la d'altres poetes de la seva generació, com Rafael Alberti i Federico García Lorca, que també van adoptar la tècnica poètica surrealista (en Sobre los ángeles i Poeta en Nueva York, respectivament). El volum està compost per poemes en vers lliure i poemes en prosa, i la temàtica dominant és l'amorosa i eròtica, insistent en la idea, molt característica de Cernuda, de la distància entre La realidad y el deseo (títol de les seves obres completes). En aquest llibre podem veure part de la seva reivindicació de l'homosexualitat.
És un llibre que treballa molt a fons l'amor sense condició, és a dir, expressa els sentiments cap a una altra persona sense desvetllar en cap moment el seu sexe. A fi que sigui així la il·lustració de l'amor sense condicions, prejudicis ni límits. La intenció de l'autor és crear un món imaginari a través del llenguatge posat que l'utilitza utilitzant un estil propi. Així la funció del llenguatge predominant en el text és la funció poètica, ja que podem trobar algunes figures retòriques com: l'anàfora (Si el hombre pudiera decir lo que ama/ Si el hombre pudiera levantar su amor por el cielo), la comparació (Como una nube en la luz), etc. I a més va acompanyada junt amb la funció expressiva, ja que és un text líric on l'autor ens expressa els seus sentiments. La finalitat del text és proporcionar un plaer estètic. En general, les seves característiques són les pròpies d'aquest tipus de text: un ús cuidat del llenguatge (Por quien el día y la noche son para mí lo que quiera,/ Y mi cuerpo y espíritu flotan en su cuerpo y espíritu), una voluntat d'estil (Si no te conozco,no he vivido;/ Si muero sin conocerte, no muero, porque no he vivido), la creació d'un món imaginari a través de paraules i la voluntat de transcendir lo immediat però alhora real.